# Kir (cocktail)

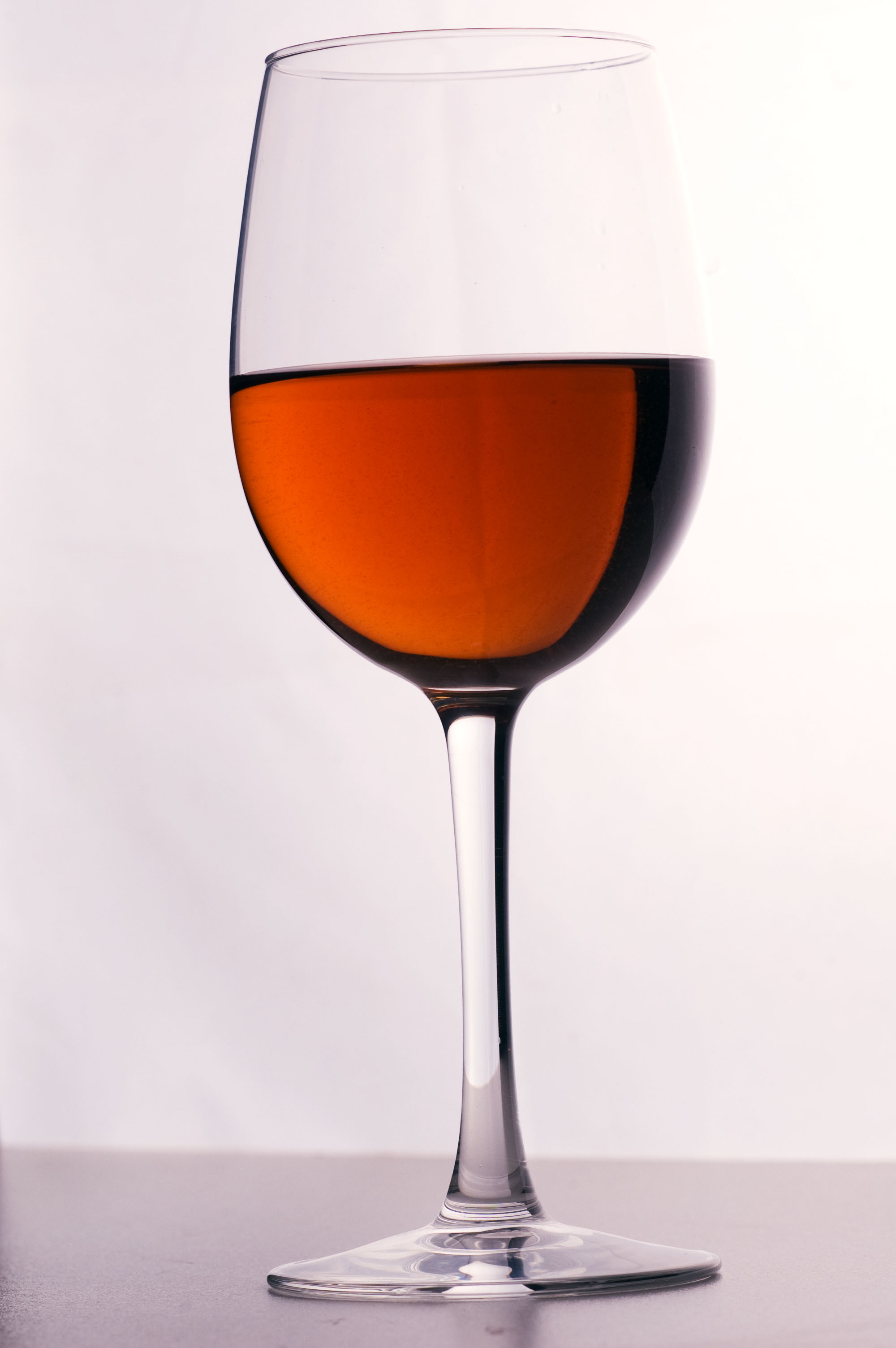
Kir

Kir is een cocktail, gemaakt van een Bourgondische Aligoté met een scheutje Crème de cassis (een likeur die gemaakt is van zwarte bessen). De verhouding mag liggen tussen 2 tot 3 delen wijn met 1 deel likeur. Wordt een andere witte wijn gebruikt dan heet het geen Kir maar blanc-cassis of blancasse.
Kir wordt gewoonlijk gedronken als aperitief bij een maaltijd of hapje.
Het drankje komt oorspronkelijk uit Bourgondië en heette oorspronkelijk cassis au vin blanc. Het drankje werd onder de huidige naam bekend door een Bourgondische priester, Félix Kir, die leefde van 1876 tot 1968.
Voor Kir Royal wordt de witte wijn vervangen door  Crémant de Bourgogne, of een andere mousserende wijn. Door Chambord Liqueur Royale te gebruiken krijgt men Kir Imperial. Er is ook nog een Kir Bleu-variant, waar de Crème de cassis vervangen wordt door Blue Curaçao.